# Fidelio Finke
Fidelio Friedrich Finke(Fidelis) (Josefsthal, districte de Gablonz an der Neiße, Bohèmia, Àustria-Hongria, 22 d'octubre, 1891 - Dresden (SSaxònia), 12 de juny, 1968), va ser un compositor bohèmia-alemany.

## Biografia
Finke era fill del mestre Josef Fidelis Finke i la seva dona Bertha Paulina Finke a Josefsthal al nord de Bohèmia el 1891 i es va batejar com a catòlic. De 1906 a 1908 va assistir a un seminari de professors a Reichenberg. Va rebre classes d'orgue, piano i violí i va assistir al Conservatori de Praga de 1908 a 1911, on va estudiar piano i composició. Des de 1911 va treballar com a professor particular de música i des de 1915 com a professor de teoria musical al Conservatori de Praga. El 1920 es va traslladar a l'Acadèmia Alemanya de Música i Arts Escèniques de Praga i va treballar inicialment com a professor de teoria musical i composició. El 1926 hi va ser professor i va exercir de rector del 1927 al 1945.
Després de la destitució del càrrec i l'expropiació com a resultat dels decrets Beneš i un intent de suïcidi el 1945, Finke va ser portat a Dresden via Moscou per membres de les forces d'ocupació soviètiques. Allà va ser rector de l'Acadèmia Estatal de Música i Teatre fins al 1951. Fins al 1958 va treballar com a professor de composició musical a la Universitat de Música de Leipzig. Tota la seva obra inclou unes 170 composicions.
Durant l'ocupació alemanya de Txecoslovàquia va compondre obres de música nacionalsocialista, inclòs l'himne O Herzland Böhmen (1942). La seva oportunista sol·licitud d'adhesió al NSDAP (Partit Nacionalsocialista Alemany dels Treballadors) va expirar el 1942 a causa de la falta de fiabilitat política.
Finke va ser membre de la SED (Partit Socialista Unificat d'Alemanya) des de 1946 fins a la seva mort. Va morir a Dresden el 1968 i allí va ser enterrat al Heidefriedhof. La seva signatura adorna la seva làpida. La feina de Finke està en mans de l'Acadèmia de les Arts de Berlín.

## Obra
Obres escèniques

- Die versunkene Glocke. Òpera en 4 actes (1915–1918, no representada). Llibret: ? (després de Gerhart Hauptmann)
- Die Jakobsfahrt. Òpera en 3 actes (1932-1936). Llibret: ? (basat en la llegendària obra d'Anton Dietzenschmidt). Estrena 17 d'octubre de 1936 Praga
- Pantomima Lied der Zeit  en 2 parts (1946/47). Estrena 20 de març de 1947 Bühlau
- Der schlagfertige Liebhaber. Òpera alegre en 3 actes (1950–1954; només reducció per a piano completada). Llibret: ? (de Karl Zuchardt)
- Der Zauberfisch. Balada de contes de fades (òpera) en 2 actes (1956–1959). Llibret: Wilhelm Hübner. Estrena 1978 Dresden

Composicions vocals

- Kantaten
- Chöre
- Lied Ich bin ein Haus. Text: Emil Merker (1888–?)

Obres instrumentals

- vuit suites orquestrals
- cinc quartets de corda
- Obres per a piano i orgue

## Honors, premis
- 1910 Premi Brahms del Tonkunstlerverein de Viena
- 1919 Premi Coral de la World Music Association a Viena
- 1928 i 1937 Premi Estatal Txecoslovac de Música
- 1956 Premi Nacional de la RDA
- Membre de l'Acadèmia Alemanya de les Arts de Berlín (Est)
- Senador honorari dels Col·legis de Música de Dresden i Leipzig
- 1961 Orde Patriòtica del Mèrit en bronze
- El 1971, Fidelio-F.-Finke-Strasse a Dresden-Loschwitz va rebre el seu nom (abans Albertallee)[4]